# 6329 Hikonejyo
6329 Hikonejyo (1992 EU1) là một tiểu hành tinh vành đai chính được phát hiện ngày 12 tháng 3 năm 1992 bởi A. Sugie ở Đài thiên văn Dynic.